# Jaukensattel
Der Jaukensattel ist ein flacher Gebirgspass in den Gailtaler Alpen zwischen Dolomit- und Kalkstöcken der Jauken mit dem Spitzkofel (2223 m) im Westen und dem Reißkofelmassiv (2371 m) im Osten. Er hat eine Höhe von 1613 m ü. A. und ist ein wichtiger Kreuzungspunkt auf dem Gailtaler Höhenweg. Durch das Gebiet führt auch die 26. Etappe des Julius Kugy Alpine Trail. Die Wiesen der Ochsenschluchtalm reichen von Nordwesten fast bis in den flachen Sattel.
Die zwei hierher führenden Aufstiege kommen
- von Norden aus dem Drautal beim Bergdorf Feistritz: etwa 10 km lange Forststraße oberhalb der Ochsenschluchtklamm  bis zu einer Jagdhütte auf 1506 m, dann ½ Stunde zu einer Alm und dem Sattel;
- von Süden bzw. Südosten aus dem Gailtal, teilweise im Wald und parallel zum Finstergraben, dann steil in der Mulde zwischen den Felsnasen von Schwalbeneck und Köpfach (je etwa 2000 Höhenmeter).